# Juliaca peragilis
Juliaca peragilis är en insektsart som först beskrevs av Melichar 1932.  Juliaca peragilis ingår i släktet Juliaca och familjen dvärgstritar. Inga underarter finns listade i Catalogue of Life.